# Эйтс, Рошелль
Рошелль Эйтс (англ. Rochelle Aytes; род. 17 мая 1976, Нью-Йорк, Нью-Йорк) — американская актриса.

## Ранняя жизнь
Рошелль Эйтс родилась в Нью-Йорке, где она окончила школу, а после университет со степенью бакалавра изобразительных искусств.

## Карьера
Рошелль Эйтс дебютировала в 2003 году в эпизоде телесериала «Секс в большом городе» и в последующие годы регулярно появлялась в кино и на телевидении. Эйтс снялась в таких фильмах как «Белые цыпочки» (2004), «Воссоединение семьи Мэдеи» (2006) и «Кошелёк или жизнь» (2007).
На телевидении Эйтс наиболее известна по своей роли в сериале «Забытые» (2009—2010), где она снималась с Кристианом Слейтером. Она также появилась в сериалах «Детройт 1-8-7» (2010—2011) и «Отчаянные домохозяйки» (2011).
В 2013—2016 года исполняла одну из главных ролей в телесериале канала ABC «Любовницы», о жизни четырёх подруг, каждая из которой находится в сложных и опасных отношениях.

## Избранная фильмография

### Фильмы
| Год  | Название на русском       | Название на английском         | Роль                 | Примечания |
| ---- | ------------------------- | ------------------------------ | -------------------- | ---------- |
| 2004 | Белые цыпочки             | White Chicks                   | Denise Porter        |            |
| 2006 | Воссоединение семьи Мэдеи | Madea’s Family Reunion         | Лиза                 |            |
| 2006 | 13 могил                  | 13 Graves                      | Karen                | Телефильм  |
| 2007 | Кошелёк или жизнь         | Trick 'r Treat                 | Мэри                 |            |
| 2011 |                           | The Inheritance                | Lily                 |            |
| 2012 |                           | Stupid Hype                    | Tina                 | Телефильм  |
| 2013 |                           | The Butterfly Chasers          | Diana Lee            |            |
| 2013 |                           | Crazy Sexy Cool: The TLC Story | Perri «Pebbles» Reid |            |

### Телевидение
| Год       | Название на русском                 | Название на английском | Роль             | Примечания                                                   |
| --------- | ----------------------------------- | ---------------------- | ---------------- | ------------------------------------------------------------ |
| 2003      | Секс в большом городе               | Sex and the City       | Hostess          | Эпизод: «Great Sexpectations»                                |
| 2005      |                                     | Jonny Zero             | Keisha           | Эпизод: «I Did It All for the Nooky»                         |
| 2005      | Моя жена и дети                     | My Wife and Kids       | Nurse            | Эпизод: «The 'V' Story»                                      |
| 2006      | Скорая помощь                       | ER                     | Tamara           | Эпизод: «Split Decisions»                                    |
| 2006      | C.S.I.: Место преступления Нью-Йорк | CSI: NY                | Sienna           | Эпизод: «Stuck on You»                                       |
| 2006      |                                     | Half & Half            | Yolanda          | Эпизод: «The Big Who You Gonna Call Episode»                 |
| 2007      | Новый день                          | Day Break              | Woman on Plane   | Эпизод: «What If He’s Free?»                                 |
| 2007      | Гонка                               | Drive                  | Leigh Bartnhouse | 6 эпизодов                                                   |
| 2007      | Лас-Вегас                           | Las Vegas              | Carley           | Эпизод: «When Life Gives You Lemon Bars»                     |
| 2007      | Кости                               | Bones                  | Felicia Saroyan  | Эпизод: «Intern in the Incinerator»                          |
| 2008      | Грязь                               | Dirt                   | Jasmine Ford     | Эпизод: «Ties That (Don’t) Bind» Эпизод: «And the Winner Is» |
| 2008      | Акула                               | Shark                  | Karla Ballantine | Эпизод: «Leaving Las Vegas»                                  |
| 2009      |                                     | Mistresses             | Ava              | Пилот                                                        |
| 2009      | Морская полиция: Спецотдел          | NCIS                   | Tara Kole        | Эпизод: «Knockout»                                           |
| 2009-2010 | Забытые (телесериал)                | The Forgotten          | Grace Russell    | 17 эпизодов                                                  |
| 2010      | Под прикрытием                      | Dark Blue              | Eva              | Эпизод: «Shell Game» Эпизод: «Home Sweet Home»               |
| 2010-2011 | Детройт 1-8-7                       | Detroit 1-8-7          | Alice Williams   | 5 эпизодов                                                   |
| 2011      | Отчаянные домохозяйки               | Desperate Housewives   | Эмбер Джеймс     | 3 эпизода                                                    |
| 2011      | Белый воротничок                    | White Collar           | Isabelle Wilson  | Эпизод: «As You Were»                                        |
| 2012      | Сделай это                          | Work It                | Vanessa          | 9 эпизодов                                                   |
| 2013-2016 | Любовницы                           | Mistresses             | April Malloy     | 52 эпизода                                                   |
| 2013-2016 | Мыслить как преступник              | Criminal Minds         | Savannah Hayes   | 10 эпизодов                                                  |